# Baguindadougou
Baguindadougou è un comune rurale del Mali facente parte del circondario di Ségou, nella regione omonima.
Il comune è composto da 15 nuclei abitati:
- Baguinda
- Bouga
- Dlaban
- Dlaban–Wèrè
- Faya-Teguekoro
- Kaban
- Kossabougou
- Markanibougou (centro principale)
- N'Dofinana
- N'Tioba
- Sagalani
- Samako
- Sirifi-Wèrè
- Sokè
- Sotlobougou